# Songdynastin
Songdynastin (宋朝, Sòngcháo) var en kinesisk dynasti som varade mellan åren 960 och 1279. Dynastins bildades ur Senare Zhou från perioden De fem dynastierna och De tio rikena och avslutades efter invasion av mongolerna och etableringen av Yuandynastin. Dynastin utmärkte sig genom att vara tekniskt, ekonomiskt och kulturellt mycket högtstående, men relativt svag militärt. En flertal uppfinningar såsom papperspengar, krut, boktryckarkonsten och kompassen utvecklades under perioden.
Dynastin är uppdelad i två tydliga epoker, Norra Song och Södra Song, efter att huvudstaden år 1127 flyttades söderut från Kaifeng till Hangzhou i samband med att Jindynastin (1115–1234) erövrade norra delen av riket. Songdynastin uppkom ur den splittrade perioden De fem dynastierna och De tio rikena (907–979), och dynastin gick under efter att ha erövrats av mongolerna, vilka grundade Yuandynastin (1271–1368).

## Historia

### Dynastins bildande

Songdynastins grundare, kejsar Taizu.

Efter att den framgångsrika Tangdynastin fallit år 907, splittrades Kina i flera mindre dynastier och riken under tiden för De fem dynastierna och De tio rikena (907–979). I nordost etablerades även Liaodynastin (907–1125) av khitanerna i Manchuriet. Zhao Kuangyin (927–976) var general i Senare Zhou, som var den starkaste staten inom Tangdynastins ursprungliga territorium. År 959 dog Zhous kejsare Guo Rong, och hans sexårige arvinge placerades på tronen och riket styrdes av änkekejsarinnan. I februari 960 tog Zhao Kuangyin makten över riket efter myteriet i Chanqiao, och han utropade sig till grundare av Songdynastin och fick postumt tempelnamnet Taizu ("Ärade förfader").

### Norra Song (960–1127)

Norra Song år 1111.

Kejsar Taizu behöll Senare Zhous huvudstad Bianjing, dagens Kaifeng, som huvudstad eftersom de båda huvudstäderna från Tangdynastin, Chang'an och Luoyang, till största delen låg i ruiner. Kaifeng var vid denna tid ungefär tre gånger så stor som antikens Rom, och hade över en miljon invånare. I det tidiga Songriket växte det snabbt fram fem miljonstäder.
Songdynastin började direkt efter sitt grundande att successivt erövra de kvarvarande rikena från De fem dynastierna och De tio rikena:
- Jingnan (dagens Hubei) erövrades år 963
- Senare Shu (dagens Sichuan) erövrades år 965
- Södra Han (dagens Guangdong och Guangxi) erövrades år 971
- Södra Tang (dagens Anhui, Jiangsu och Jiangxi) erövrades år 975
- Wuyue (dagens Zhejiang) erövrades år 978
- Norra Han (dagens Shanxi) erövrades 979

Kejsar Taizong (r. 976–997) var styrkt av självförtroende efter dynastins erövringar i framför allt södra Kina och anföll Liaodynastin i norr trots att många avrådde honom. Taizong attackerade år 979 Liaodynastins södra huvudstad (dagens Peking) men blev besegrad av khitanerna, och Taizong fick fly med vad som var kvar av hans armé efter förlusten. Taizong var revanschsugen och när Liaodynastins kejsare dog år 982 och ersattes med hans elvaårige son såg Taizong sin chans och anföll år 986 på nytt. Inledningsvis hade Taizong vissa framgångar, men han tvingades till slut att dra tillbaka sina styrkor försvagad av stora förluster efter slaget vid Qigouguan. År 1004 försökte Liandynastin erövra landområden från Songdynastin, inklusive huvudstaden Kaifeng. När Liandynastin i december nådde Gula floden möttes de av Songdynastin och det hela slutade med förhandlingar i stället för strid. Förhandlingarna resulterade i fred, men Songdynastin tvingades betala 200 000 balar siden och 100 000 tael silver till Liaodynastin för freden.

### Södra Song (1127–1279)

Södra Song år 1142.

År 1038 etablerade sig Västra Xia i Ningxia och Gansu, väster om Songdynastins territorium och år 1115 etablerades även Jindynastin (1115–1234) i norr av Jurchen. Songdynastin ingick ett avtal med Jurchen att tillsammans bekämpa khitanerna som var deras gemensamma fiende. Detta skedde, men när Liaodynastin väl var besegrad fortsatte Jurchenfolket söderut och erövrade Songdynastins huvudstad Kaifeng 1126, och kejsar Huizong (r. 1100–1126) blev tillfångatagen. Snabbt etablerades kejsarens nionde son på tronen och i juni 1127 tillträdde han som kejsar Gaozong över Södra Song. Huvudstaden flyttades söder ut till Hangzhou, som fick namnet Lin'an. Flytten av huvudstad söderut markerade gränsen mellan Norra och Södra Song. Erövringsförsök av de tidigare norra territorierna, som då kontrollerades av Jindynastin, misslyckades och Södra Song fick 1141 enligt Shaoxings fredsfördrag betala 250 000 tael silver och 250 000 balar siden varje år till Jindynastin för freden. Rikets norra gräns gick då utmed Huaifloden. Stridigheterna fortsatte mellan rikena, vilket ledde till ett något justerat avtal, Longxings fredsfördrag, som undertecknades 1164 och ledde till en mer bestående fred.
Trots nederlaget med ett kraftigt förminskat rike, fortsatte Södra Song att vara ett välmående rike både ekonomiskt och kulturellt. Till Jindynastin i norr exporterade Södra Song ris, te, socker och andra produkter med god lönsamhet.

### Dynastins fall
Under början av 1200-talet inledde mongolerna under ledning av Djingis khan invasionen av Jindynastin. År 1215 hade Djingis khan erövrat Jindynastins huvudstad Zhongdu, nuvarande Peking, och 1234 var hela Jindynastin erövrad av mongolerna efter belägringen av Caizhou (dagens Runan i Henan).
Efter att Jindynastin erövrats fortsatte mongolerna successivt att attackera Songdynastin. Ögedei khan gjorde några anfall på 1230-talet i Sichuan, och år 1253 beordrade Möngke khan sin bror Khubilai att invadera västra delarna av Songdynastin. De mongoliska styrkorna kringgick Tibet hela vägen ner till södra Yunnan där kungariket Dali erövrades 1253. Yunnan var tänkt som en bas för att kunna attackera Songdynastin från väster som en del av ett flerfrontsanfall. Anfallet var också ett test för att Möngke ville utvärdera Khubilais färdigheter, och Khubilai fick därefter styra norra Kina. Efter mycket förberedelser attackerade Möngke, med hjälp från Khubilai, Songdynastin igen 1258. Möngke erövrade Sichuan och Khubilai gick in i Hubei samtidigt som väntande styrkor i Yunnan anföll från väster. Dock blev Möngke sjuk och dog 1259 i Sichuan, och invasionsplanerna avbröts för flera år framåt.
År 1274, under Khubilai khans styre, gjorde mongolerna ett storskaligt anfall på flera fronter och Songdynastins trupper tvingades retirera söderut. År 1276 intog mongolerna Songdynastins huvudstad Lin'an och tillfångatog barnkejsaren Gongzong och nästan hela hans familj och hov. Efterföljande kejsar Duanzong dog 1278 i Guangzhou och premiärminister Lu Xiufu tillsatte barnkejsaren Bing på tronen. Songdynastins epok slutade 1279 efter slaget vid Yamen nära dagens Xinhui i Guangdong. När Lu Xiufu insåg att riket var förlorat till mongolerna tog han den nioårige kejsar Bing i famnen och hoppade i vattnet varvid båda drunknade. Det är oklart om självmordet begicks genom att de hoppade i vattnet från berget Ya, eller från en båt. I och med att slaget var förlorat och kejsaren var död var hela Songdynastin erövrad, och Kina styrdes därefter av mongolerna under den redan etablerade Yuandynastin (1271–1368.).
Songdynastin utmärker sig bland de stora kinesiska dynastierna genom att den inte föll på grund av inre svaghet, utan på grund av erövring av en militärt överlägsen fiende.

## Politik
Songdynastin styrdes av arton kejsare från familjen Zhao (趙). För att få ett statligt jobb i Songdynastin var man tvungen att passera ett motsvarande examinationssystem som gällde även under Suidynastin och Tangdynastin. Dock förfinades systemet under Songdynastin och ett mycket stort antal personer examinerades varje år och kunde tillträda de högt eftertraktade positionerna inom den växande byråkratin. En av statens största svagheter var att systemet var tungrott och att det utkämpades många politiska strider mellan ämbetsmännen.
Handel, både inhemsk och internationell, uppmuntrades under Songdynastin och skatterna var relativt låga. Handeln längs Sidenvägen var fortfarande stor och handeln baserad på sjöfart var ökande, mycket på grund av arabiska köpmän som bosatt sig i kinesiska kuststäder. En ny rissort från Sydostasien, Champaris (占城稻), som bättre klarade torkan infördes, och staten uppmuntrade ökad risproduktion och sänkte skatterna för bönderna. I Sydkina uppfördes terrassodlingar på sluttningar som tidigare inte ansetts möjliga att använda. Den kraftigt ökade risproduktionen var gynnsam för både handeln och befolkningen, som fördubblades under Songdynastin till runt 100 miljoner år 1100. Både Norra och Södra Songs huvudstäder, Kaifeng och Hangzhou, växte till att bli världens största städer under sina respektive storhetstider.
Den civila administrationen följde samma system som Tangdynastin med tre huvudsakliga departement: Sekretariatet, Stora rådet och Rikskanslern med en premiärminister som skötte administrationen. Militären styrdes av Högsta militärrådet. I varje prefektur fanns även lokala institutioner som kontrollerade skatteindrivningen. Man återanvände Tangdynastins sex departement och nio underdepartement.
Under 1040-talet var det ideliga uppror i framför allt Sichuan, och kejsar Renzong försökte införa reformer för att lösa krisen. Han skapade år 1043 "De nya lagarna av Qingli" men situationen blev värre. De små bönderna upplevde att deras situation i förhållande till storjordägarnas var orättvis. När kejsar Shenzong tillträdde tronen år 1067 lät han statsmannen Wang Anshi arbeta fram ett helt paket med de "Nya lagarna" (新法), vilka innehöll reformer inom ett flertal områden. Lagarna var fasta men fick en hel del motståndare. Efter att kejsar Shenzong och Wang Ashu avlidit år 1085 resp. 1086 avskaffades lagarna successivt.

## Militär
Kejsar Taizu lät pensionera sina tidigare generaler under hedrande former. Han tillsatte nya legosoldater med ett roterande system för ledningen av landets arméer för att förhindra att truppernas lojalitet mot en viss befälhavare skulle överstiga deras lojalitet mot staten. Detta var en vändpunkt i den kinesiska historien, där den aristokratiska makteliten ersattes med en elit baserad på utbildning. Den militära statusen sjönk dramatiskt under Songdynastin, vilket inverkade menligt på arméns kvalitet, något som dock kompenserades genom kvantitet. Arméns storlek mer än trefaldigades och den uppgick på 1040-talet till 1 250 000 soldater. Kostnaden för militären uppgick till fem sjättedelar av statsbudgeten. Militären var tekniskt sett väl utrustad med till exempel bomber, kanoner och eldkastare som en följd av att krutet uppfanns. Även en permanent flotta etablerades. Trots att militären var stor och välutrustad höll Songdynastin huvudsakligen fred med sina grannar genom stora årliga penningsummor. Detta efter misslyckade försök att erövra sina nordliga grannar. Jämfört med andra kinesiska dynastier var Songdynastins militär svag.

## Kultur

Duva i persikoträd (桃鸠图) av kejsar Huizong

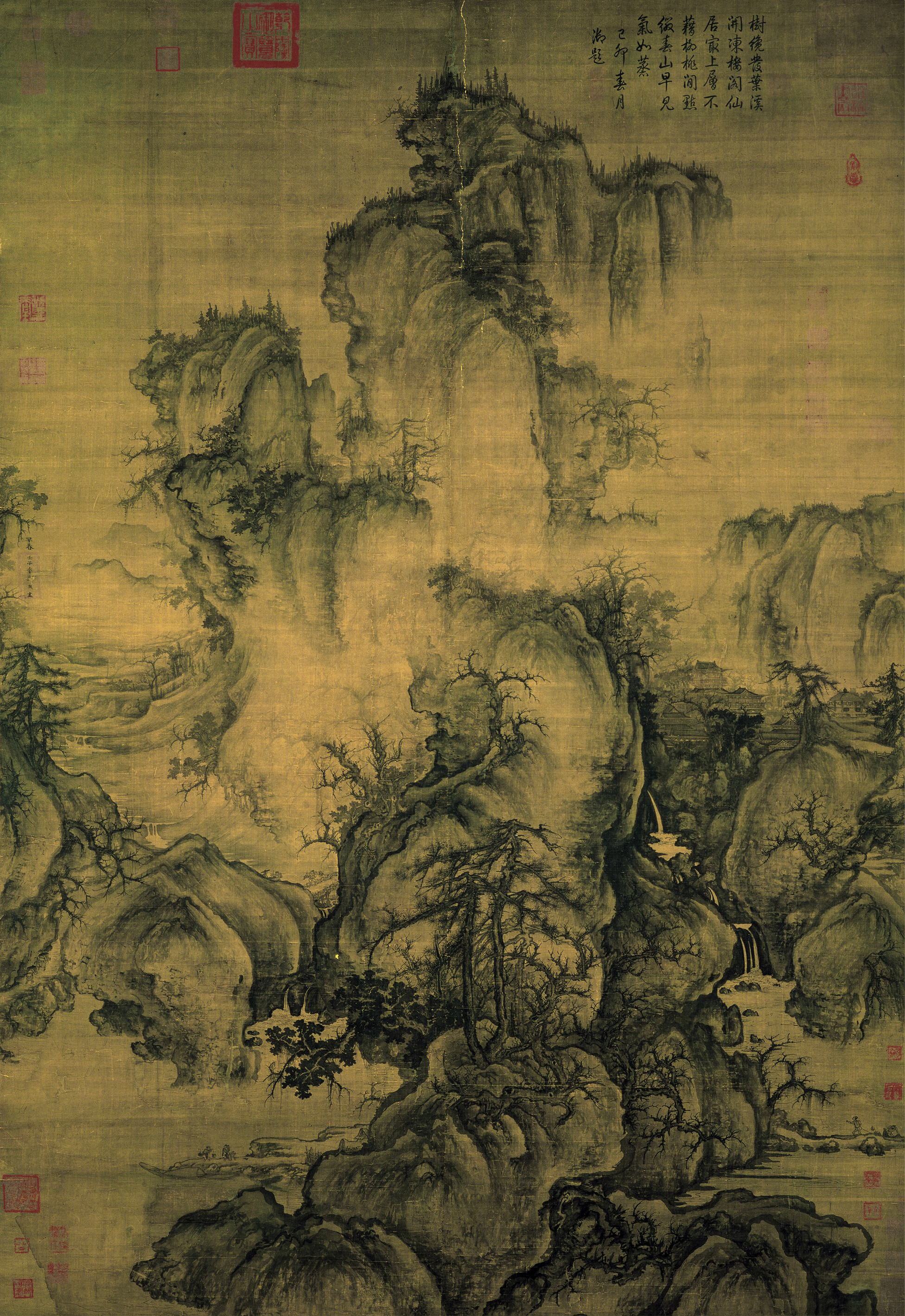
Tidig vår, av Guo Xi

I takt med att boktryckarkonsten utvecklades, ökade mängden tryckta böcker kolossalt under Songdynastin. Kalendrar var också en mycket populär tryckt produkt. Kinas kanske mest kända konstverk, Längs floden under Qingmingfestivalen, målades under Songdynastin. Landskapsmålaren Guo Xi, ofta refererad till som "Norra Songs mästare", producerade många kända verk, såsom målningen "Tidig vår". De konstnärliga idealen ändrades under Songdynastin. Landskapsmotiven ändrades från tidigare pampiga panoramavyer till detaljstudier av grenar, fåglar och blommor. Under den tidigare Tangdynastin hade runda kvinnor och kraftiga skäggiga krigare varit idealet. Under Songdynastin blev idealet mer sydkinesiskt, och idealmänniskan blev i stället tunnare, och kvinnorna blev sköra och sårbara. Ett resultat av dessa nya kroppsideal med nätta fötter var den plågsamma fotbindningen. Kejsar Huizong utmärkte sig genom att vara mycket framstående som poet och konstnär. Porslin, siden och annat hantverk utvecklades mycket under Songdynastin, och de kinesiska varorna nådde längs Sidenvägen hela vägen till Egypten.

## Teknologi
Under Songdynastin gjordes mycket stora tekniska framsteg, och många uppfinningar utvecklades hundratals år innan de nådde Europa. Av Kinas fyra stora uppfinningar förfinades kompassen, krutet och boktryckarkonsten under Songdynastin. Andra utmärkande uppfinningar under Songdynastin var skottkärran, stenkol, koks, akterroder och skjutvapen. Skeppsbyggnadskonsten utvecklades starkt och man gjorde handelsresor sjövägen hela vägen till Röda havet i väst med stora djonker (帆船) som kunde ta en besättning på flera hundra man. Det gjordes även stora framsteg inom astronomin, såsom uppkomsten av teorin om planeternas elliptiska omloppsbana runt solen. Den mycket höga tekniska nivån i kombination med en rad företeelse som miljonstäder, diversifierad ekonomi, arkeologi, systematisk historieskrivning, tillsättande av tjänster efter kompetens och mycket annat gjorde att Kina under Songdynastin befann sig absolut främst av världens högcivilisationer.

### Krut
Det var en daoistisk alkemist som under Tangdynastin (618–907) först upptäckte krutet (en blandning av salpeter, svavel och kol). Krutet började användas under Tangdynastin, men det äldsta existerande receptet skrevs under Songdynastin vid tiden för kejsar Renzong (r. 1022–1063), sannolikt år 1044, i boken "Samling av de viktigaste militära teknikerna" (武经总要). Boken beskriver även många andra militära uppfinningar såsom kanoner, raketer och belägringsmaskiner.

### Boktryckarkonsten
Boktryckarkonsten förfinades, vilket ledde till snabb kunskapsspridning. Från att inledningsvis ha använt Tangdynastins blocktryck, uppfann Bi Sheng rörliga typer på 1040-talet. De första typerna var byggda av fuktad lera, där skrivtecknen skars ut i individuella block. Denna förfinade teknik med lösa typer ökade dramatiskt mängden tryckta böcker, och därmed även läskunnigheten. Boktryckarkonsten nådde senare Europa på 1400-talet.

### Kompassen
Redan under tiden för de stridande staterna (481–221 f.Kr.) uppfanns "söderpekaren" (司南) som på plana underlag pekade åt söder. Tekniken optimerade sedan och under Songdynastin förfinades tekniken så att den blev mer användbar för navigering till havs. Vetenskapsmannen Shen Kuo (1031–1095) beskrev detaljerat nålkompassen i boken "Drömflodens essä" (梦溪笔谈).

### Papperspengar
På grund av den kraftigt växande ekonomin hade man inte kapacitet att prägla tillräckligt många mynt. Experimenten från Tangdynastin med att utfärda växlar som ersättning mot mynt implementerades av myndigheterna år 1024, och på 1120-talet var systemet helt etablerat vilket var världshistoriens första officiella papperspengar.

## Religion
Delvis på grund av att den växande bildade eliten började misstro buddhismen, förnyades konfucianismen. En av frontpersonerna inom reformeringen av konfucianismen var filosofen Zhu Xi som lanserade filosofin neokonfucianismen om Li 理 (principer) och Qi 气 (energi). Zhu Xis teorier och principer skulle komma att vara vägledande även för de kommande kinesiska dynastierna ända fram till början av 1900-talet. Även om konfucianismen dominerade fortlevde också buddhismen och daoismen, fastän de inte var populära i de lärda kretsarna.